# ادوار گاردر
ادوار گاردر (فرانسوی: Edward Gardère‎; ۲۵ فوریهٔ ۱۹۰۹ – ۲۴ ژوئیهٔ ۱۹۹۷) شمشیرباز اهل فرانسه بود.
وی در مسابقات کشوری و بین‌المللی در مجموع برندهٔ ۱ مدال طلا، ۲ مدال نقره شده‌است.